# Gaspar de Tordesillas

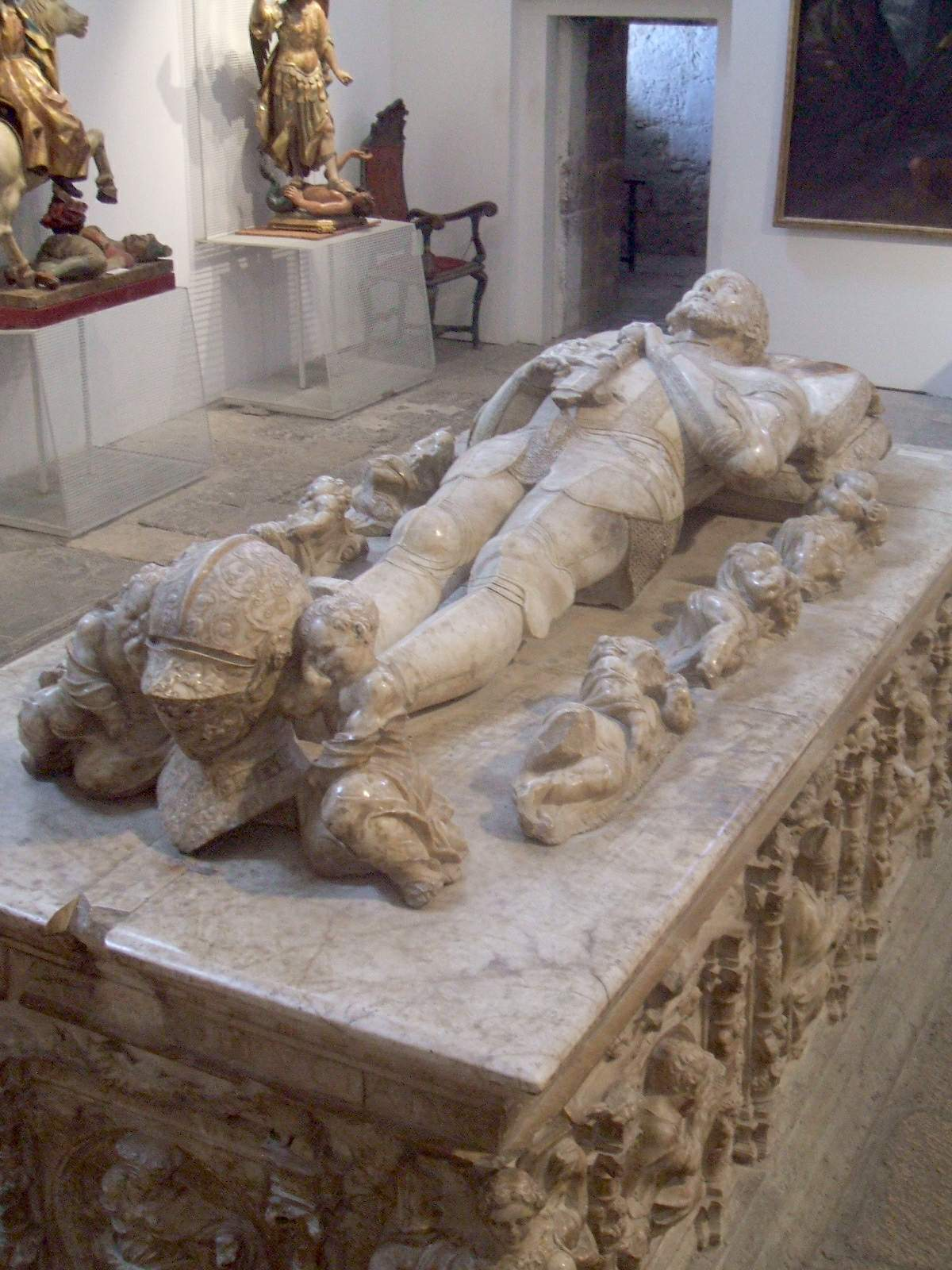
Capilla de los Alderetes con el sepulcro de Pedro González de Alderete en la capilla de los Alderete, iglesia de San Antolín, en Tordesillas.

Gaspar de Tordesillas fue un escultor renacentista español que trabajó en Valladolid entre 1536 y 1562. Escultor de estilo plateresco, fue uno de los mejores decoradores en este estilo, muy influenciado por la obra de Alonso Berruguete y Juan de Juni. 

## Biografía
Superó especialmente el arte de ejecutar balaustres con diseños originales y siempre acompañados de todos los temas existentes: cartelas, sátiros, calaveras, atributos, hipocampos etc.
En 1536 contrató junto con el pintor Antonio Vázquez el retablo de la capilla de los Alderete en la iglesia parroquial de Simancas, y con el mismo Vázquez trabajó en 1543 para el ayuntamiento de Valladolid en los arcos conmemorativos para la recepción en la ciudad de María Manuela de Portugal, prometida del futuro Felipe II.
Colaboró con Juan de Juni en el retablo de San Antonio Abad de la iglesia de San Benito de Valladolid, en 1547. 
Como escultor de bulto realizó la gran obra del sepulcro del comendador Pedro González de Alderete en la iglesia de San Antolín de Tordesillas (1550). El sepulcro se halla en el centro de la capilla llamada de los Alderetes. La estatua yacente del comendador está vestida con traje militar. Adornan el bulto una serie de angelotes dormidos reposando sobre calaveras. Las cuatro virtudes adornan los ángulos.